# G. N. Georgano
George Nicolas "Nick" Georgano (29 de febrero de 1932 - 22 de octubre de 2017) fue un escritor británico, especializado en la historia del automovilismo. Su trabajo más notable es "The Complete Encyclopedia of Motorcars" (La Enciclopedia Completa de los Automóviles), publicada por primera vez en 1968.

## Primeros años
Georgano nació en Londres en 1932. Con siete años de edad compiló un catálogo de camiones, y a los dieciséis, una enciclopedia. Se graduó de la Universidad de Oxford, con un diploma en docencia.

## Carrera
Después de su época universitaria,  inició su carrera como docente, empezando a trabajar en una escuela preparatoria.
Su primera publicación comercial se tituló  "The World's Automobiles" (Los Automóviles del Mundo), con Ralph Doyle (George Ralph Doyle 1890-1961) como coautor. Su siguiente obra fue la La Enciclopedia Completa de los Automóviles, que publicó en 1968.
De 1976 a 1981 Georgano trabajó en el Museo Nacional del Motor como Bibliotecario Jefe.

## Premios
- Georgano recibió la Copa Memorial Thomas McKean del Club del Automóvil Antiguo de América.

- Fue presentado al Trofeo de la Revista de Veteranos y Antiguos por Edward Douglas-Scott-Montagu, 3er Barón Montagu de Beaulieu, por La Enciclopedia Completa de los Automóviles.[5]

- Recibió el Trofeo Montagu del Gremio de Escritores de Automovilismo por dos de sus trabajos: "Britain's Motor Industry – The First 100 Years" y "The Complete Encyclopedia of Motorcars" (La industria del Motor de Gran Bretaña – Los Primeros 100 Años; y La Enciclopedia Completa de los Automóviles).

- Georgano fue Fedatario del "Michael Sedgwick Memorial Trust"; miembro del Consejo consultivo del Museo Nacional del Motor; y Fedatario de la "Fundación del Transporte sin Caballos", de California.

## Muerte
Georgano falleció el 22 de octubre de 2017, el mismo día del cumpleaños de uno de sus nietos (Harry Northmore). Contaba con 85 años de edad.

## Publicaciones
- The American Automobile: A Centenary. ISBN 1853752363.
- The Art of the American Automobile – The Greatest Stylists and Their Work.
- American Trucks of the Seventies. Penguin Books. ISBN 0-7232-2765-9.
- Auto's uit de jaren zeventig en tachtig.
- The Beaulieu Encyclopedia of the Automobile (3 volume set edición).
- The Beaulieu Encyclopedia of the Automobile: Coachbuilding. Taylor & Francis Group. ISBN 1-57958-367-9.
- The Bentley. Shire Publications. 1993.
- Georgano (ed.). Britain's Motor Industry – The First 100 Years.
- Brooklands: A Pictorial History. Dalton Watson Fine Books. ISBN 0-901564-15-X.
- Cars: 1886–1930. Random House Value Publishing. ISBN 0-517-48073-5.
- Cars 1930–2000: The Birth of the Modern Car. New Line Books. ISBN 1-57717-210-8.
- Cars 1990 to Present Days : Production Goes World Wide. Mason Crest Publishers. ISBN 1-59084-489-0.
- —— (October 2002). «Cars of the Fifties: Goodbye Seller's Market». World of Wheels.
- Cars of the Seventies and Eighties : Hatchbacks for the Sportsman. Mason Crest Publishers. ISBN 1-59084-488-2.
- Classic Cars (Source Book). Sourcebooks. 1977.
- The Classic Rolls-Royce. Octopus Publishing Group. ISBN 0-600-50020-9.
- Classic Rolls-Royce (Spanish edición).
- Georgano (ed.). The Complete Encyclopedia of Commercial Vehicles.
- The Complete Encyclopedia of Motorcars. 1968.
  - The Complete Encyclopedia of Motorcars, 1885 to the Present. Dutton Books. 1973. ISBN 0-525-08351-0.
  - The Complete Encyclopedia of Motorcars, 1885 to the Present. Random House. ISBN 0-85223-048-6.
  - The Complete Encyclopedia of Motorcars, 1885–1968. Penguin Group USA. ISBN 0-525-08350-2.
- Early and Vintage Years, 1885–1930: The Golden Era of Coachbuilding. Mason Crest Publishers. ISBN 1-59084-491-2.
- Early Days on the Road (con Lord Montagu de Beaulieu).
  - Early Days on the Road – An Illustrated History 1819–1941. 1967.
  - Early Days on the Road : An illustrated history 1819–1941. 1976.
  - Early Days on the Road : An Illustrated History 1819–1941. Penguin Books. ISBN 0-7181-1310-1.
- Electric Vehicles. Shire Publications.
- Encyclopedia of American Automobiles. Dutton. 1971. ISBN 0-525-09792-9.
- Georgano (ed.). The Encyclopedia of Motor Sport.
- The Encyclopedia of M: 2 (A Studio book). Penguin Books. ISBN 0-670-29405-5.
- The Encyclopedia of Motor Sport. Penguin Books. ISBN 0-7181-0955-4.
- The Encyclopedia of Sportscars. ISBN 0-7858-0859-0.
- Histoire Illustree des Camions.  1896–1920. Carlo Demand. 1978.
- A History of Sports Cars. Nelson. 1970. ISBN 1-71212-005-0.
- A History of the London Taxicab. David & Charles. ISBN 0-7153-5687-9.
  - A History of the London Taxicab. Drake Publishers. ISBN 0-87749-352-9.
- A History of Transport. Dent & Sons, J. M. ISBN 0-460-03951-2.
- The How and Why Wonder Book of the Motor Car. 1976.
- The Humber. Shire Publications. 1990.
- The London Taxi. Shire Publications. ISBN 0-85263-772-1.
- Military Vehicles: World War Two Transport and Halftracks. Osprey Publishing. ISBN 1-85532-406-7.
- A Motor Racing Camera, 1894–1916. David & Charles. ISBN 0-7153-7160-6.
- The New Encyclopedia of Motorcars: 1885 To the Present. Penguin Group USA. ISBN 0-525-93254-2.
- Racing and Sports Cars. Piccolo Books.
- Rolls Royce. 1983.
- Rolls Royce-Classic Cars.
- Scammell: The Load Movers from Watford. Roundoak Publishing. 1997. ISBN 187156526X.
- A Source Book of Classic Cars. Ward Lock & Co. ISBN 0-7063-5039-1.
- A Source Book of Racing and Sports Cars. Ward Lock & Co. ISBN 0-7063-1495-6.
- A Source Book of Veteran Cars. Ward Lock & Co. ISBN 0-7063-1820-X.
- Sports Cars: History and Development. Book Sales. 1998. ISBN 91-87036-10-X.
- Transportation through the Ages. McGraw-Hill. ISBN 0-07-023131-1.
- Trucks: An Illustrated History 1896–1920. 1979.
- Veteran Cars (Source Book). 1974.
- Vintage and Post-vintage Cars (Source Book). 1974.
- Vintage Cars 1886 to 1930. ISBN 0-7858-0933-3.
  - Vintage Cars 1886 to 1930 (More editions edición). Random House. ISBN 1-85501-926-4.
- Vintage Years, 1920–1930: Mass Production and the Great Boom of Wheels. Mason Crest Publishers. ISBN 1-59084-490-4.
- The World Guide to Automobiles. Baldwin. 1987.
- The World's Automobiles 1880–1958 : A Record of 75 Years of Car Building. 1957.
- The World's Automobiles 1862–1962, A Record of 100 Years of Car Building by  & G. N. Georgano (1963). 1963.
- The World's Commercial Vehicles, 1830–1964: A record of 134 years of commercial vehicle production. 1965.
- World Guide to Automobile Manufacturers. Facts on File. ISBN 0-8160-1844-8.
- World Truck Book. 1983.
- World Truck Handbook. Jane's Information Group. ISBN 0-7106-0267-7.
- World War Two Military Vehicles. Osprey. 1994. ISBN 1855324067.